# La Cadière-et-Cambo
La Cadière-et-Cambo település Franciaországban, Gard megyében. Lakosainak száma 229 fő (2022. január 1.). La Cadière-et-Cambo Cros, Saint-Hippolyte-du-Fort, Saint-Roman-de-Codières, Sumène, Montoulieu és Moulès-et-Baucels községekkel határos.

## Népesség
A település népességének változása:
| Lakosok száma | 207  | 208  | 220  | 210  | 210  | 212  | 218  | 223  | 229  |
|               | 2013 | 2015 | 2016 | 2017 | 2018 | 2019 | 2020 | 2021 | 2022 |